# Kiawentiio
Kiawentiio Tarbell (28 d'abril de 2006), més coneguda com a Kiawentiio, és una actriu, cantant i artista visual mohawk d'Akwesasne. És coneguda pel seu paper de Kakwet a la tercera temporada de l'aclamada sèrie Anne with an E.
Tarbell va fer el seu debut televisiu com a Kakwet, una noia Mi'kmaq, a la tercera temporada de la sèrie de CBC Anne with an E. L'any següent va debutar al cinema en el paper titular de Beans, escrit i dirigit per Tracy Deer. Va ser nomenada One to Watch pel Cercle de Crítics de Cinema de Vancouver pel seu paper. L'agost de 2021, va ser elegida com a Katara al remake en imatge real de Netflix d'Avatar: l'últim mestre de l'aire.

## Primers anys
Tarbell va néixer en el si d'una família mohawk a Akwesasne, una reserva de les Primeres Nacions que es troba a banda i banda de la frontera entre Ontario, Quebec i Nova York, abastant el riu Sant Llorenç. El seu primer nom significa "bon matí" en Kanienʼkéha (la llengua mohawk). Els seus pares són Barbara i Corey Tarbell. Va créixer en una casa a Kawehno:ke (també coneguda com a illa de Cornualla) i va assistir a la Akwesasne Freedom School. Viu entre Ottawa, Mont-real i Nova York, i té doble ciutadania al Canadà i als Estats Units. Al costat dels Estats Units, aquesta part d'Akwesasne també es coneix com la reserva mohawk de St. Regis.

## Carrera
Va ser una de les 200 actrius indígenes que van fer una audició per al paper de Ka'kwet, que apareix en una història indígena a la temporada 3 d'Anne with an E; es va estrenar el 2019. Va haver d'aprendre a parlar la llengua miꞌkmaq i obtenir una comprensió de la seva tribu, història i cultura. També va protagonitzar el paper principal de Beans com una nena mohawk de 12 anys que vivia a Kahnawake el 1990, en el moment de la crisi d'Oka, una actuació per la qual va rebre el premi One to Watch del Cercle de Crítics de Cinema de Vancouver.
Ha aparegut com a personatge recurrent Maya Thomas a la comèdia de situació Peacock Rutherford Falls. El 2021, també va ser seleccionada per interpretar Katara a la sèrie en imatge real de Netflix Avatar: The Last Airbender.